# Joanna Kuś
Joanna Kuś (ur. 4 stycznia 1984) – polska lekkoatletka, specjalizująca się w biegach średniodystansowych, medalistka mistrzostw Polski, reprezentantka Polski.

## Kariera sportowa
Była zawodniczką AZS-AWF Katowice.
Na mistrzostwach Polski seniorek na otwartym stadionie zdobyła trzy medale - srebrny w biegu  na 800 metrów w 2007, srebrny w sztafecie 4 x 400 metrów w 2009 i brązowy w sztafecie 4 x 400 metrów w 2010. W halowych mistrzostwach Polski seniorek zdobyła cztery medale - srebrny w biegu na 800 metrów w 2007, brązowy w biegu na 800 metrów w 2006 i dwa brązowe medale w biegu na 1500 metrów (2005, 2007).    
Reprezentowała Polskę na młodzieżowych mistrzostwach Europy w 2005 (odpadła w eliminacjach biegu na 800 metrów, z wynikiem 2:07,32).
Rekordy życiowe:
- 400 m – 55,95 (18.07.2009)
- 800 m – 2:02,59 (15.06.2008)
- 1500 m – 4:16,20 (22.09.2007)